# Katedra Wniebowzięcia Najświętszej Maryi Panny w Oradei
Katedra Wniebowzięcia Najświętszej Maryi Panny w Oradei (rum. Bazilica Romano-Catolică din Oradea, węg. Nagyváradi római katolikus székesegyház) – główna świątynia rzymskokatolickiej diecezji Oradea Mare w Rumunii. Mieści się przy Sirul Canonicilor, pod numerem 7, w Oradei.

## Historia
Została wybudowana w latach 1752–1780. Jest największą rumuńską barokową budowlą religijną i największą katedrą w Rumunii. Wzniesiono ją w oparciu o plany kościoła Najświętszego Imienia Jezus w Rzymie. Stanowi część zespołu architektonicznego zaprojektowanego przez austriackiego architekta Franza Antona Hillerbrandta, który obejmuje również Pałac Biskupi.

## Galeria

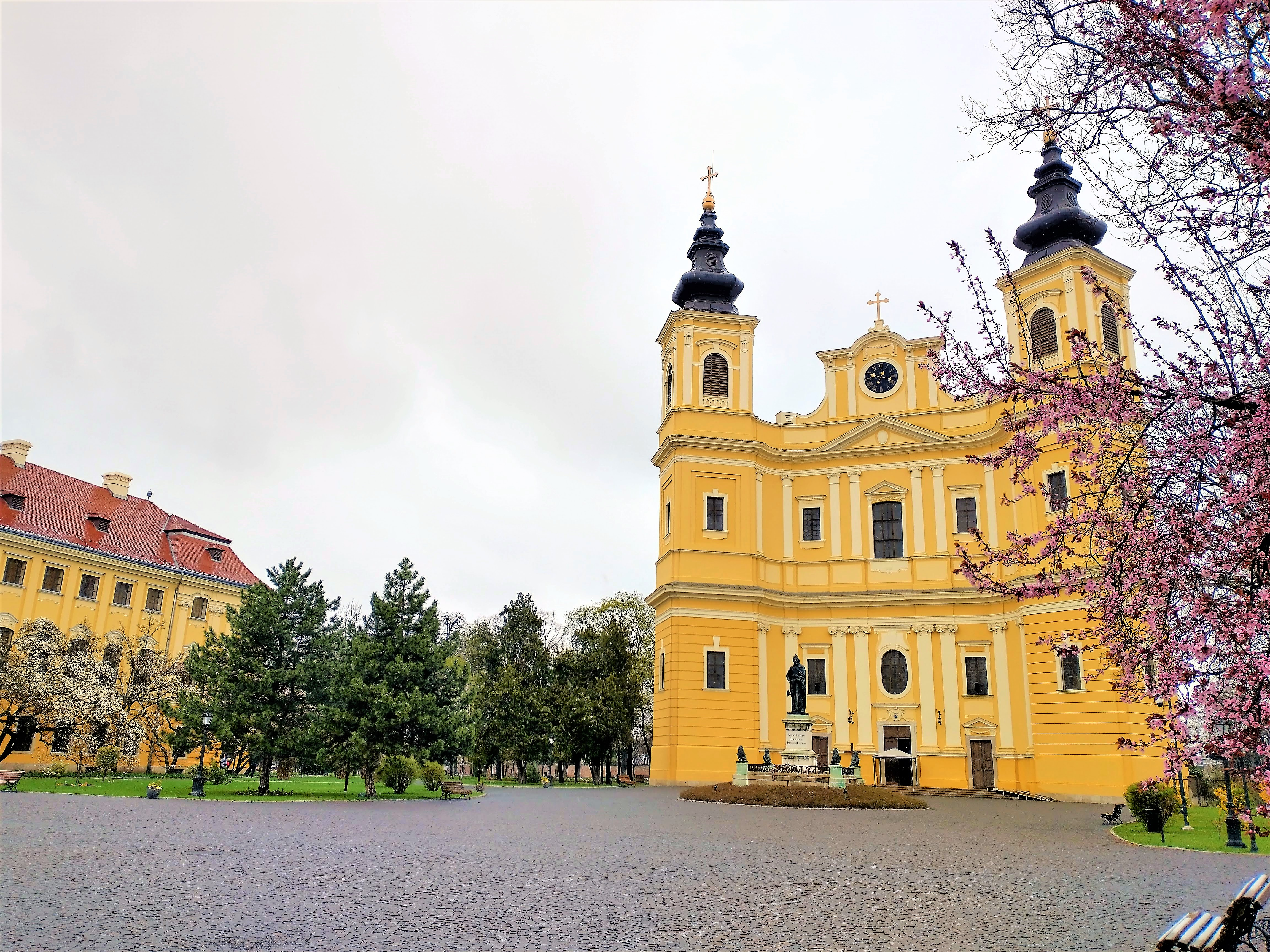
Widok wraz z pałacem biskupim
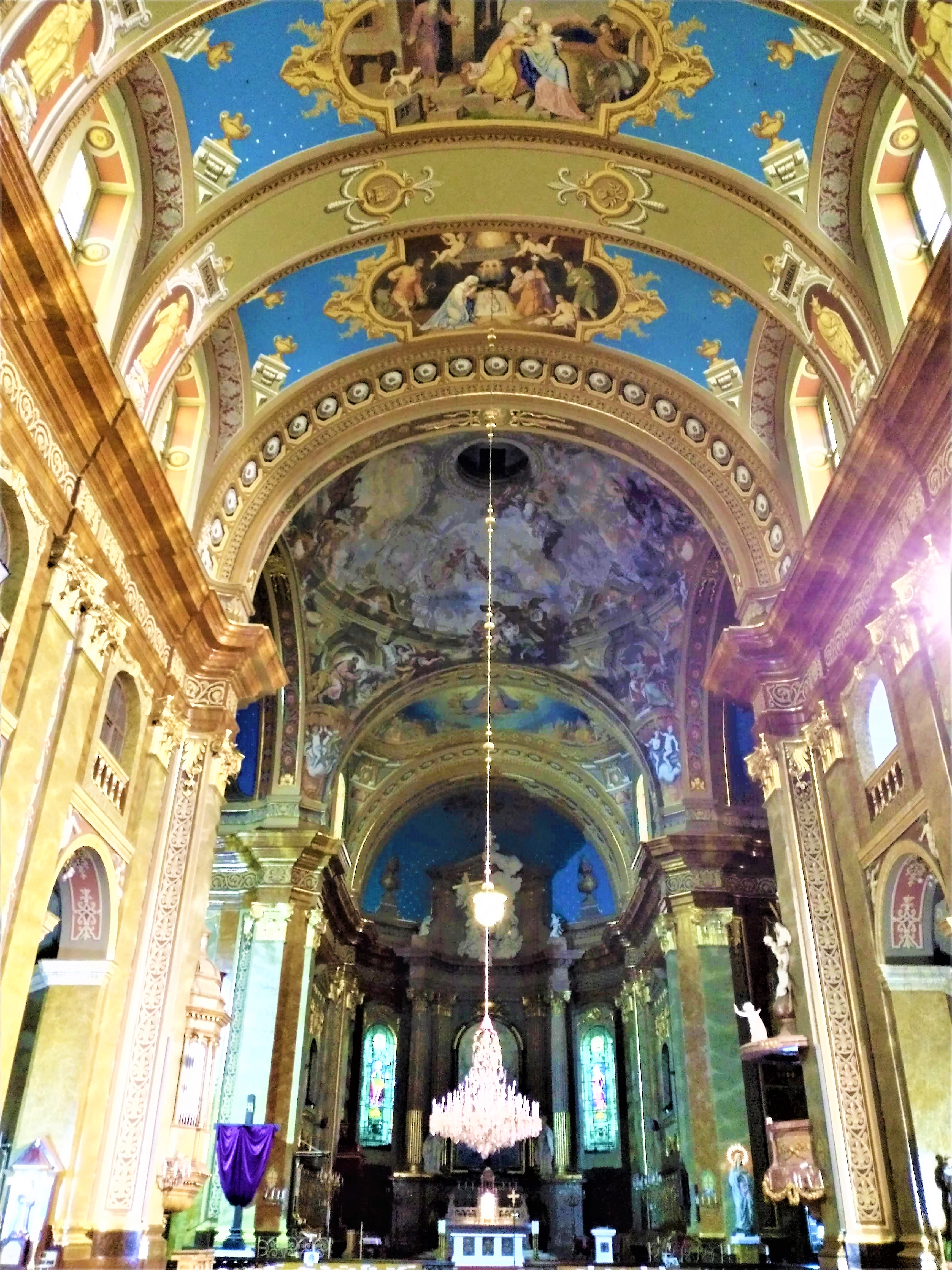
Wnętrze
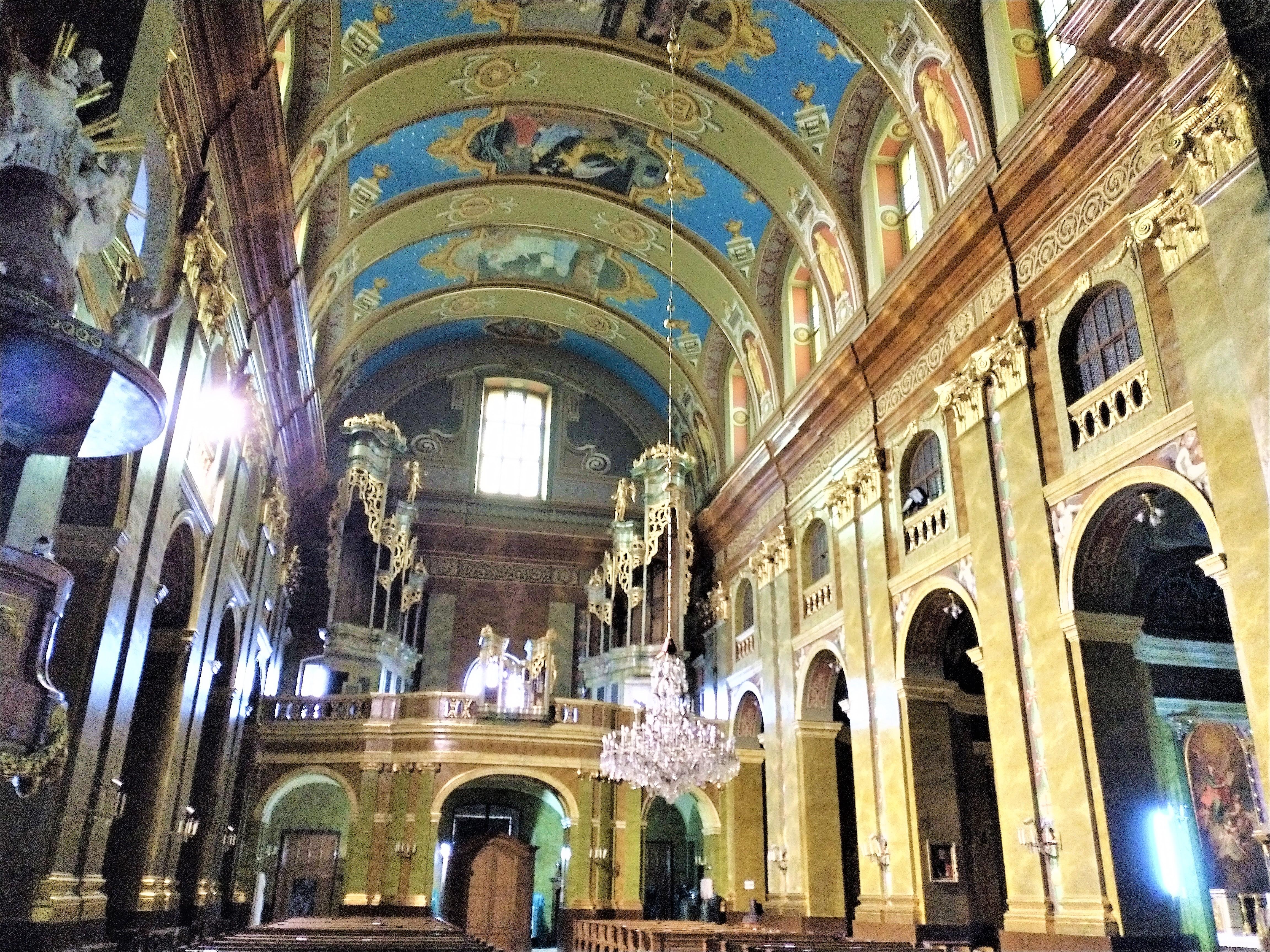
Widok na chór muzyczny